# Coleophora volckei
Coleophora volckei é uma espécie de mariposa do gênero Coleophora pertencente à família Coleophoridae.